# 四氧化三鉛
四氧化三鉛，俗稱红铅或鉛丹，是一种无机化合物，化学式为Pb3O4，是一种鲜红色或橙色固体，常用作颜料，用于制造电池和防锈底漆。它是一种混合价态化合物，由Pb(II)和Pb(IV)以二比一的比例组成。

## 制备
四氧化三铅是通过在约450–480°C的空气中煅烧一氧化铅制备的：
6PbO + O2 → 2Pb3O4
产物中含有杂质一氧化铅，可用氢氧化钾溶液提纯：
PbO + KOH + H2O → K[Pb(OH)3]
另一种制备方法是在空气中对碳酸铅进行退火：
PbCO3 + O2 → 2Pb3O4 + 6CO2
另一种方法是铅白的氧化退火：
3Pb2CO3(OH)2 + O2 → 2Pb3O4 + 3CO2 + 3H2O
在溶液中，铅酸钾与乙酸铅反应可制备四氧化三铅，生成黄色不溶性一水合四氧化三铅（Pb3O4·H2O），可以通过加热变成无水形式：
K2PbO3 + 2Pb(CH3COO)2 + H2O → Pb3O4 + 2CH3COOK + 2CH3COOH
其自然矿物并不常见，仅会在铅矿石的极端氧化条件下形成。最著名的自然标本来自澳大利亚新南威尔士州的布罗肯希尔，是在一次矿井火灾中形成的。

## 用途
四氧化三铅已被用作铁制品底漆的颜料。由于其毒性，其使用受到限制。
四氧化三铅在一些氯丁橡胶化合物中用作固化剂。它用于代替氧化镁以提供更好的防水性能。
它还被用作姜黄粉中的掺假剂。